# Imre Géza
Imre Géza (Budapest, 1974. december 23. –) világ- és Európa-bajnok, kétszeres olimpiai ezüst- és bronzérmes magyar párbajtőrvívó. A Budapest Honvéd versenyzője. Felesége Kökény Beatrix Európa-bajnok, olimpiai és világbajnoki ezüstérmes kézilabdázó.

## Sportpályafutása

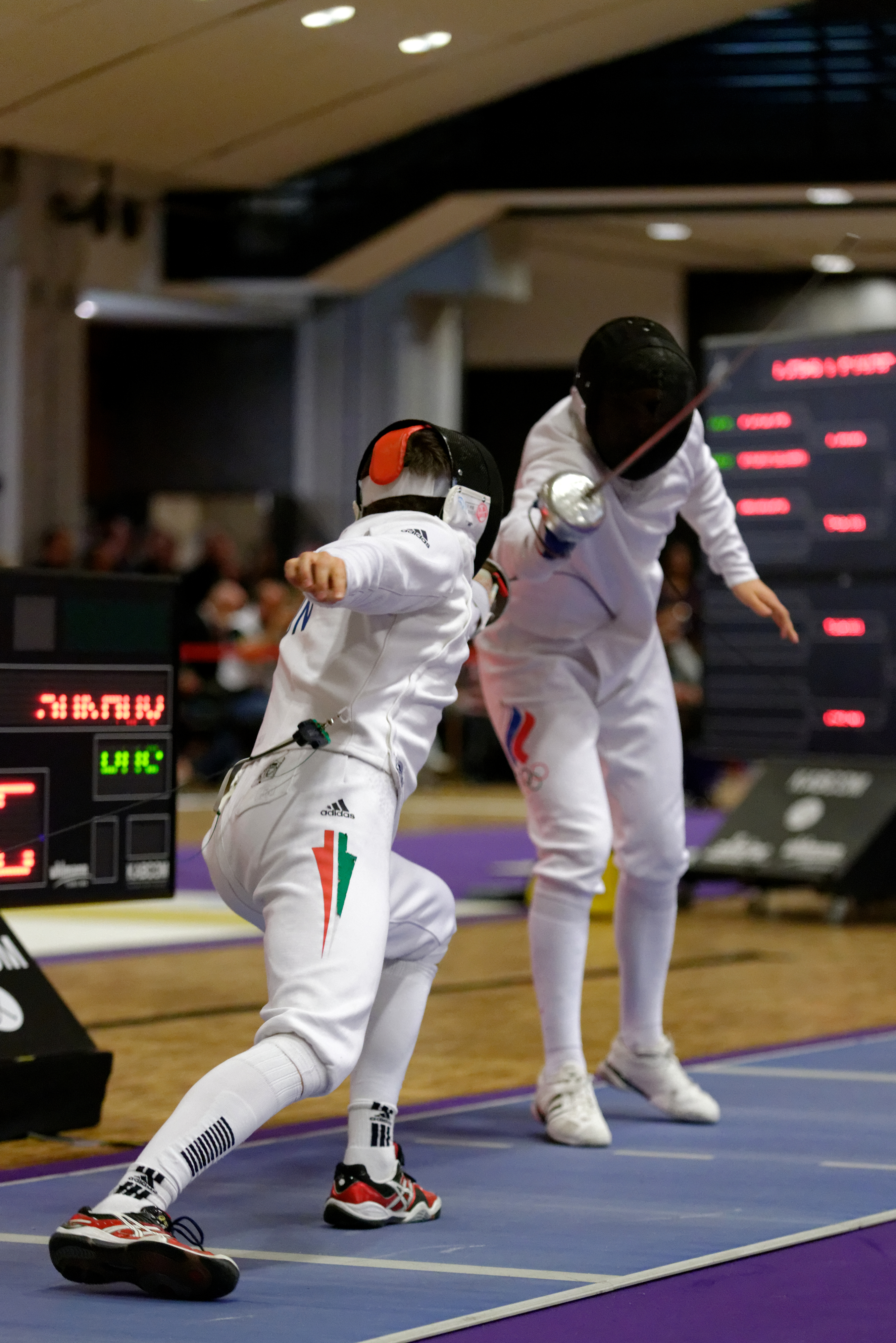
2013 májusában a Challenge RFF-Trophée Monal versenyen Pavel Szuhovnak visz be találatot

1991-ben a magyar csapatbajnokságon szerzett bronzérmet. A kadett világbajnokságon negyedik lett. Az 1992-es junior világbajnokságon hatodik, a junior Európa-bajnokságon második lett egyéniben. A felnőtt Európa-bajnokságon kiesett. A magyar bajnokságon egyéniben első, csapatban harmadik volt.
1993-ban a junior világbajnokságon hatodik lett. A felnőtt vb-n egyéniben 26., csapatban 11. helyen végzett. A junior Európa-bajnokságon ismét második lett. Évközben a Budapest SE-hez igazolt. A magyar csapatbajnokságon aranyérmes volt, egyéniben kilencedik lett. 1994-ben a világbajnokságon egyéniben 28., csapatban 9. volt. A junior világbajnokságon egyéniben ötödik, vegyes csapatversenyben első lett. Az országos bajnokságon aranyérmesként, csapatban ötödikként zárt.
1995-ben a világbajnokságon egyéniben 30., csapatban harmadik volt. Az Európa-bajnokságon a 45. helyen végzett. A magyar csapatbajnokságban ötödik lett. Az universiadén aranyérmes lett csapatban. 1996-ban az atlantai olimpián egyéni bronzérmet nyert, csapatban hatodik volt. Az olimpia után a Bp. Honvédhoz igazolt. Az Európa-bajnokságon kiesett. Az országos bajnokságon harmadik, csapatban első volt. Az év végén ő kapta meg az év magyar vívója címet.
1997-ben a világbajnokságon egyéniben 23., csapatban ötödik volt. Az universiadén csapatban szerzett második helyezést. A magyar bajnokságon csapatban első, egyéniben harmadik lett. A következő évben a világbajnokságon egyéniben 24., csapatban aranyérmes volt. Az Európa-bajnokságon hatodik, csapatban szintén első lett. Az országos bajnokságon hatodik, csapatban harmadik volt.
1999-ben a világbajnokságon 60., csapatban tizedik volt. Az Európa-bajnokságon kiesett, csapatban hetedik lett. Az universiadén egyéniben kiesett, csapatban hatodik helyen végzett. A csapatbajnokságon aranyérmesként, az országos bajnokságon harmadikként zárt. 2000-ben az Európa-bajnokságon egyéniben 63., csapatban ötödik volt. A Sydney-i olimpián nem indulhatott. A párbajtőr-BEK-ben második lett a Honvéddal. Az országos bajnokságon nem volt helyezett.
2001-ben a világbajnokságon 69. helyen végzett egyéniben, csapatban aranyérmes lett. Az universiadén a 32 között esett ki, csapatban 11. volt. Az országos bajnokságon egyéniben harmadik, csapatban első lett. 2002-ben egyéniben nyolcadik, csapatban kilencedik volt a világbajnokságon. Az Európa-bajnokságon egyéniben harmadik, csapatban nyolcadik helyen végzett. Az országos bajnokságon egyéniben és csapatban is ezüstérmet nyert. A BEK-ben klubjával harmadik helyezett volt, és a klubcsapatok világkupájában másodikok lettek.
2003-ban a világbajnokságon csak csapatban indult, és 13. lett. Az Európa-bajnokságon egyéniben 48., csapatban ötödik lett. A magyar bajnokságban csapatban nyert aranyérmet. 2004-ben az athéni olimpián egyéniben 21., csapatban ezüstérmes lett. Az országos bajnokságon második, csapatban első volt.
2005-ben a világbajnokságon 35., csapatban negyedik volt. Az Európa-bajnokságon egyéniben 26., csapatban bronzérmes lett. Az országos bajnokságon egyéniben ezüst-, csapatban aranyérmet szerzett. A következő évben a világbajnokságon 20., csapatban 4. volt. Az Európa-bajnokságon egyéniben ötödik, csapatban első lett. Az ob-n bronzérmes lett, csapatban aranyérmet szerzett.
2007-ben a világbajnokságon egyéniben 19., csapatban harmadik volt. A kontinensviadalon egyéniben nyolcadik, csapatban első lett. Az országos bajnokságon egyéniben harmadik, csapatban második lett. 2008-ban az Európa-bajnokságon egyéniben első, csapatban második lett. A pekingi olimpián egyéniben 12., csapatban ötödik helyen végzett. A magyar bajnokságon egyéniben és csapatban is első lett.
2009-ben a világbajnokságon egyéniben 38., csapatban második volt. Az Európa-bajnokságon egyéniben 17., csapatban első lett. Az országos bajnokságon ötödik, csapatban első volt. 2010-ben a világbajnokságon 44. helyen végzett egyéniben, csapatban pedig harmadik lett. Az Európa-bajnokságon egyéniben 57., csapatban első volt. Az országos bajnokságon egyéniben bronzérmes, csapatban első lett.
2011-ben az Eb-n 38., csapatban második lett. A vb-n hatodik, csapatban ezüstérmes volt. Az ob-n egyéniben bronz-, csapatban aranyérmes lett. 2012-ben a csapat-világbajnokságon bronzérmes lett. Az Európa-bajnokságon csapatban második, egyéniben 53. volt. A londoni olimpián a 32 között legyőzte marokkói ellenfelét, azonban a következő fordulóban kikapott norvég riválisától és kiesett.
A 2013-as Európa-bajnokságon egyéniben 14., csapatban (Boczkó Gábor, Rédli András, Szényi Péter) második lett. Ugyanebben az évben a budapesti világbajnokságon az Európa-bajnokságon szerepelttel megegyező összetételű csapattal világbajnok lett. Egyéniben a 30. helyen végzett.
A 2014-es Európa-bajnokságon csapatban (Boczkó, Rédli, Somfai Péter) hetedik lett. A világbajnokságon csapatban (Boczkó, Rédli, Somfai) a nyolcadik helyen végzett. A 2015-ös Európa-bajnokságon 70. volt. Csapatban (Boczkó, Rédli, Somfai) hetedik helyen végeztek. Július 15-én megnyerte a moszkvai vívó-világbajnokság egyéni párbajtőr számát. Csapatban (Boczkó, Rédli, Somfai) hatodik helyezést ért el. 2016-ban a Magyar Vívó Szövetség elnökségének tagja lett. Az Európa-bajnokságon egyéniben hatodik, csapatban 13. volt. A riói olimpián a párbajtőrözők egyéni számában nagyszerű vívással egészen a döntőig menetelt, többek közt Boczkó Gábort is legyőzve. A döntő asszóban már 14-10-re is vezetett, az utolsó találatot azonban nem tudta bevinni, így ezüstérmet szerzett. Csapatban (Boczkó Gáborral, Rédli Andrással és Somfai Péterrel) bronzérmet szerzett.
2017 májusában beválasztották a MOB elnökségébe.

## Családja
1999-ben házasodott össze Kökény Beatrix kézilabdázóval. 2002 októberében Bence fiuk, 2004 júniusában Szofi lányuk született meg.

## Díjai, elismerései
- Az év magyar vívója (1996, 2015[15])
- Magyar Köztársasági Ezüst Érdemkereszt (1996)
- Az év magyar sportcsapatának tagja (1998)
- Honvédelemért kitüntetés, II. osztály (1998)
- A Magyar Köztársasági Érdemrend lovagkeresztje (2004)
- Az év magyar sportolója 2. hely (2015)[16]
- A Magyar Érdemrend középkeresztje (2016)[17]
- Pro Urbe Budapest (2016)[18]
- Gránit Oroszlán Példakép Díj - Közéleti kategória (2017)[19]

## Könyve
- Imre Géza: Fehérarany; sajtó alá rend. Pietsch Tibor; Alexandra, Pécs, 2017